# Neapeljsko kraljestvo
Neapeljsko kraljestvo je zgodovinsko kraljestvo, nastalo v južni Italiji; glavno mesto je bilo Neapelj. Do trinajstega stoletja je bilo sestavni del Kraljevine Sicilije. Karel I. Anžujski je leta 1266 prestavil sicilsko prestolnico iz Palerma v Neapelj, pozneje, po sicilskih večernicah leta 1282, se je tudi sam umaknil z otoka. S tem je praktično razdelil Kraljevino Sicilijo na dva dela, celinskega in otoškega. Uradno je bila delitev potrjena leta 1302, ko so se zaključile tako imenovane večerniške vojne: nastalo je Neapeljsko kraljestvo, to je južna Italija, ki je ostalo Anžujcem, medtem ko je Sicilija pripadla Aragoncem pod imenom Trinacria. 

## Nastanek države
V  začetku 14. stoletja je zavzemala vso južno Italijo Kraljevina Sicilija, ki jo je bil leta 1266 osvojil za račun papeža Klemna IV. Karel I. Anžujski. Otoški del kraljevine (Sicilija) se je v marsičem razlikoval od celinskega dela (južni del Apeninskega polotoka), predvsem v sestavu aristokracije, ki je bila na otoku številnejša in močnejša. Sicilski plemiči in parlament so bili glavna ovira Karlovemu odločnemu absolutizmu, zato se jim je spretno izognil s prenosom prestolnice na celino in s svojo popolno odsotnostjo pri sicilskih dogajanjih. Sicilijanci so bili odstranjeni iz glavnih državnih služb in na njihovo mesto so bili imenovani tujci, predvsem Florentinci. Političnemu stanju se je pridružila ekonomska stiska zaradi pretiranega obdavčevanja, kar je na koncu privedlo do upora otočanov. Posledica je bila ta, da je Karel leta 1282, po porazu pri Mesini, za vedno zapustil Sicilijo, kjer je sicilski parlament oklical novega kralja, Petra III. Aragonskega.
Karel je umrl leta 1285 in nasledil ga je sin Karel II., ki je leta 1302 podpisal mirovno pogodbo v Caltabellotti, s katero je bilo uradno ustanovljeno Neapeljsko kraljestvo s prestolnico v Neaplju.

## Vladavina Anžujcev

### Karel II. Anžujski in Robert I. Neapeljski (1302 – 1343)
Po podpisu mirovne pogodbe se je Karel II. popolnoma posvetil notranji ureditvi svoje države. Razširil je mestno obzidje Neaplja, znižal davke in ustanovil prvo prizivno sodišče v Neapeljskem kraljestvu.  Za časa njegovega vladanja se je nadaljevala vojna proti Aragoncem, ki se je zaključila šele leta 1295. Umrl je leta 1309 in nasledil ga je sin Robert I. Neapeljski, ki je bil eden od najbolj vidnih politikov in bojevnikov svojega časa, zaznamovanega z bojem med gvelfi in gibelini. Njegovo življenje je v glavnem poteklo v bojih proti gibelinom po vsej Italiji. V tem času se je Neapelj razvil v veliko trgovinsko pristanišče, ki je postalo – tudi zaradi Robertovih diplomatskih zaslug širom po polotoku – središče kulture in umetnosti. Za časa Giottovega bivanja v Neaplju (1328 – 1333) je bila odprta umetniška šola, ki je združevala tipični mediteranski slog s srednjeevropsko umetnostjo.  Velik zagon je dobila Salernska šola zdravstva, iz katere so izšli ne samo medicinci, temveč tudi sposobni prevajalci grških klasikov ter priznani filozofi.  
Ko je Robertov sin in naslednik Karel Kalabrijski umrl pri komaj 30 letih, je nasledstvo prešlo na Karlovo hčer Ivano.

### Ivana I. Neapeljska in Karel Draški (1343 - 1386)
Leta 1372 je Ivana podpisala mirovni sporazum s Friderikom IV. Sicilskim, s katerim sta uzakonila status quo, to je Sicilijo Aragoncem in južno Italijo z Neapljem Anžujcem. 
Ivana pa je imela tudi drugačne probleme. Njen soprog, brat ogrskega kralja Ludvika, je bil leta 1346 zahrbtno usmrčen, zaradi česar je kralj prišel z vojsko do Neaplja, saj je krivil prav Ivano za bratovo smrt. Zasedel je neapeljski prestol, a epidemija kuge ga je prisilila na umik in v kratkem se je Ivana vrnila. Ludvik je po dveh letih spet prišel pred Neapelj, vendar s slabo pripravljeno vojsko, kar ga je prepričalo, da je sprejel papeževo posredovanje. Od papeža Inocenca VI. je dosegel samo obljubo, da bo sprožil redni sodni postopek proti Ivani. Preiskava je ugotovila, da Ivana ni bila vpletena v zaroto, zato so Ludvikove obtožbe zapadle. Ivana pa je poklonila Cerkvi mesto Avignon.
Ker ni imela svojih otrok, je Ivana posvojila Ludvikovega daljnega bratranca Karla Draškega, ki je s tem postal prestolonaslednik. Pozneje, ko se je dvor razkrojil na dva politična tabora vsled Zahodnega razkola, ga je razlastila v prid Ludvika I. Anžujskega (brata francoskega kralja Karla). Ivana je leta 1382 umrla, verjetno umorjena po Karlovem ukazu, in Ludvik I. je napadel nasprotnika, a pri tem umrl leta 1384. Karel Draški je ostal edini upravičenec do neapeljskega prestola, pa tudi edini moški upravičenec do ogrskega prestola po smrti Ludvika Ogrskega 1382. Podal se je na Ogrsko, izpodrinil kraljico Marijo, hčer Ludvika Ogrskega, in se leta 1385 proglasil za kralja. Ludvikova vdova ga je dala napasti, zapreti in nato umoriti. 
Na neapeljskem prestolu sta mu sledila sin Ladislav I. Neapeljski in hči Ivana II. Neapeljska.

### Draška in francoska veja Anžujcev
Karla III. je v Neaplju nasledil šestletni sin Ladislav I. pod regentstvom matere, Ludvika I. Anžujskega pa v Provansi njegov sin Ludvik II. Ta je nadaljeval očetovo borbo za neapeljsko krono in 1390. dejansko z vojsko pregnal Ladislava in njegovo mater iz Neaplja. Umaknila sta se v utrjeno Gaeto, kjer sta preživela kar nekaj let. A Neapeljčani in papež Ludvika II. niso marali in 1399. se je Ladislav vrnil na prestol. Izkazal se je za spretnega politika in vojskovodja, ki je znal zmedo v Italiji obrniti sebi v prid. Novemu papežu, Inocencu VII. je pomagal utrditi oblast v upornem Rimu. Leta 1408 je zanj z vojsko zavzel Papeško državo vse do Perugie. 
1409. in 1411. je Ludvik II. Anžujski ob podpori protipapežev Aleksandra V. in Janeza XXIII. še dvakrat prišel do Rima in Neaplja, a se je moral kmalu spet umakniti.
Ladislav je od 1390. zase zahteval tudi krono kralja Madžarske, Hrvaške in Dalmacije. Ko je končno uvidel, da v tekmi s Sigismundom Luksemburškim nima možnosti, je svoje pravice do Dalmacije prodal Benenečanom za 100.000 dukatov. Leta 1414 je umrl in nasledila ga je sestra Ivana II., tedaj že vdova.

### Ivana II. Neapeljska in Rene Anžujski (1414 – 1442)
Ivana II. Neapeljska je bila samovoljna vladarica, ki je upravljala s svojim velikim kraljestvom sebično, brez obzira do državnih potreb in prednosti. Čeprav je kraljestvo izhajalo, kakor sicer tudi druga evropska kraljestva,  iz cerkvene fevdalizacije, Ivana ni priznala papeževe pravice do pobiranja davkov na njeni zemlji. Zaradi tega se je papež Martin V. obrnil na Ludvika III. Anžujskega za posredovanje, a Ivanin odgovor je bil imenovanje Alfonza V. Aragonskega za svojega naslednika. Tako so se na neapeljskih tleh spopadli Anžujci in Aragonci, a kljub temu, da so slednji zmagali, Ivana ni bila zadovoljna in je Alfonsa odslovila. V oporoki je zapustila kraljestvo Ludvikovemu sinu Reneju Anžujskemu, znanemu kot Renato I. Neapeljski. Ta se je dolgo boril proti Aragoncem, a je na koncu moral popustiti zaradi pomanjkanja sredstev. Leta 1442 je Aragonec Alfonz V. osvojil Neapeljsko kraljestvo.

## Vladavina Aragoncev
V petnajstem stoletju, to je v polni renesansi, so se glavna italijanska mesta razvila v prave male države, ki so skušale širiti svojo oblast na račun sosedov. Medtem ko so se mesta v drugih evropski pokrajinah združevala v države (Španija, Francija, Anglija), to v Italiji še ni bilo mogoče prav zaradi močnih nasprotij med sinjorijami. To so bile predvsem Firence, Ferrara in Milano, ki so se v zanosu svojega razvoja večkrat vpletle v vojne z zgodovinsko in ekonomsko ustaljenimi državami na Apeninskem polotoku, to je s Papeško državo, Beneško republiko in Neapeljskim kraljestvom. Prav Neapeljsko kraljestvo je igralo pri tem pomembno vlogo, saj je po eni strani, nasprotno od Benetk, zavzelo odločno stališče v bratomorilski vojni med gvelfi in gibelini, ki je tedaj bila na višku. Na drugi strani pa je sprejelo, nasprotno od papežev, revolucionarne ideje renesanse in humanizma.

### Alfonz V. Aragonski (1442 - 1458)
Pod vlado Alfonsa I. Neapeljskega, ki je na Siciliji vladal kot Alfonz V., sta bili Sicilija in Neapelj spet združeni pod isto krono. Z njegovo smrtjo 1458 pa sta se spet ločili. V Kraljevini Siciliji ga je nasledil njegov brat Ivan II. Aragonski, neapeljsko kraljestvo pa je po Alfonsovi oporoki dobil njegov nezakonski sin Ferdinand I. Neapeljski, imenovan Don Ferrante.
Alfonz je bil razsvetljen vladar, na čigar dvoru so se srečevali pomembnejši umetniki in znanstveniki. Vredno je omeniti Lorenza Valla, ki je prav med bivanjem v Neaplju priobčil svoje Dokaze o neobstoju Konstantinove darovnice. V državni administraciji je Alfonz ohranil ureditev, ki so jo bili tudi Anžujci podedovali po Staufovcih, vendar z nekaterimi pomembnimi izjemami. Stara okrožja, imenovana giustizierati, ki so originalno imela najvišjo sodno oblast, so bila po novem zadolžena samo za vojaške in politične zadeve. Sodstvo je bilo leta 1443 poverjeno baronalnim sodiščem, kar je bil odziv na renesančno zahtevo po ločitvi zakonodajne oblasti od sodne. Po zgledu Sicilijancev je bil ustanovljen parlament, v katerega pa so imeli vstop samo plemiči, kar naj bi po kraljevih načrtih obnovilo fevdalno birokracijo in s tem centralizacijo oblasti. Pomembna je bila tudi reforma črednega pašništva. Stare navade so predvidevale, da se črede vsako jesen selijo v doline, saj so zime v Apeninih zelo ostre, kar je pa pomenilo, da je živina prezimila izven državnih meja, to je v Papeški državi. Alfonz je izdal vrsto zakonov, ki so zapovedali transumanco (letno selitev) v mejah države, za kar so bila celo nekatera obdelana polja z zakonom spremenjena v pašnike. Nastale so carinske postaje vzdolž novih gozdnih poti, živinski sejmi in nove rokodelske dejavnosti. Izkupički od pašništva, ki so se prej ustavljali v Papeški državi, so z novimi zakoni utrdili in obogateli lokalno gospodarstvo.

### Ferdinand I. Neapeljski (1458 – 1494)
Ferdinand I. Neapeljski ali don Ferrante, kot so ga ljudje imenovali, je podedoval urejeno kraljestvo, kar mu je dovoljevalo, da je aktivno prisostvoval vsemu političnemu dogajanju na polotoku. Kot zaveznik Francesca Sforze je pomagal Firencam, kot somišljenik Medičejcev je preganjal udeležence zarote Pazzijev, skupaj s Firencami in Milanom je dosegel, da so Benetke podpisale mir s Ferraro. Vendar je njegova odsotnost zdoma omogočila tako imenovano zaroto baronov. To je bil upor plemičev, od katerih so nekateri filoanžujci zahtevali stare pravice nad kmečkimi fevdi, drugi so zahtevali politično podporo gvelfom, nekateri pa so samo zahtevali odpravo določenih davkov. Upornike sta podpirali Papeška država in Beneška republika, vendar so jih vladne čete s pomočjo Milana in Firenc premagale. Ravnotežje sil je bilo zelo krhko in podvrženo vsakršnim zunanjim vplivom.
Kljub mnogim zadržkom izven meja kraljestva, je Ferdinand-Ferrante veliko storil za svojo državo. Leta 1458 je podprl razvoj Accademie Pontaniane, ki je med najstarejšimi ustanovami te vrste in deluje še danes. Dal je tudi obnoviti mestno obzidje in dograditi nove prehode. Podpiral je znane humaniste in juriste, na primer Antonija D'Alessandro, ki je bil njegov glavni predstavnik pri dogovorih s papeži. Po zatrtju plemiške vstaje je Ferdinand zaplenil premoženja upornikov in s tem dejansko odpravil vmesni sloj baronov v razmerju do ljudstva. Pri vsakem sporu med baronom in podložnikom je podpiral slednjega. Leta 1466 je izdal zakon, po katerem so lahko pridelovalci svobodno razpolagali s svojimi pridelki in niso bili več primorani, da jih prodajo lokalnemu sinjorju po njegovih cenah.
Med glavnimi Ferdinandovimi zaslugami je tudi vedno večja samostojnost, ki jo je dajal mestom, iz česar se je razvila nova mestna aristokracija poleg že obstoječih fevdalnih baronij.  Ferdinand je bil tudi pokrovitelj Judov, ki so v mestih razvili obrtništvo in trgovino.
Leta 1458 je prišel v Neapelj Skenderbeg, da bi podprl Ferdinanda v boju proti plemičem, kakor je to že storil za časa njegovega očeta Alfonza. Za svoje prizadevanje je prejel nekatere plemiške nazive s pripadajočimi ozemlji. Ta ozemlja so bila v naslednjih stoletjih pribežališče za Albance, ki so se umikali pred Osmanskim prodiranjem. Še danes živi tukaj albansko govoreča manjšina.
Ferdinand I. je umrl leta 1494.

### Zadnji Aragonci (1494-1504)
Ferdinanda I.-Ferranteja je nasledil sin Alfonz II. Neapeljski, ki se je pa odpovedal naslovu v prid svojega sina Ferdinanda II., ki so mu pravili Ferrantino. Samo dve leti pozneje je tudi Ferrantino umrl in nasledil ga je stric Friderik I. Neapeljski, Ferrantejev sin in brat Alfonza II. Friderik je ostal na prestolu do leta 1503, ko je Ferdinand Katoliški napadel Neapeljsko kraljestvo in ga zavzel.

## Francozi
Krhko ravnotežje sil na Apeninskem polotoku je bilo grobo porušeno leta 1494, ko je Karel VIII. Francoski, dedič neapeljskih anžujcev, z vojsko vdrl na italijanska tla. Sinjorije na severozahodu Italije (Savojci v Savoji, Sforza v Milanu, Este v Ferrari, Visconti v Paviji) so ga prijateljsko sprejele. Karel se je izognil Firencam, nadaljeval svoj pohod proti jugu, prečkal Papeško državo brez večjih spopadov  in v nekaj dneh osvojil Neapeljsko kraljestvo. Kraljeva družina se je zatekla na Sicilijo in Ferdinand II. Sicilski je poslal vojsko na celino. Tako sta se srečali na italijanskih tleh dve velesili: na eni strani Francoz Karel VIII., Milano, Benetke. Na drugi strani španski kralj Aragonec Ferdinand II., Neapeljsko kraljestvo, Papeška država, Firence. Na svoji poti proti Neaplju je Karel premagal vse čete, ki mu jih je poslal papež, in je uničil vsako mesto, ki se mu ni pokorilo. Do Neaplja in v mesto samo je prišel dejansko brez boja, saj sta njegova hitrost in nasilje onesposobila vsako zoperstavljanje (1495). Njegovi zavezniki, Benečani in Milančani, so razumeli, da je treba Karla ustaviti, preden spremeni ves Apeninski polotok v francosko provinco. Že po enem mesecu od Karlovega zavzetja Neaplja je bila v Benetkah podpisana sveta protifrancoska liga, ki so jo sestavljali Beneška republika, Milanski vojvoda, papež, španski kralj, angleški kralj in Maksimilijan I.
Habsburški. V  bitki pri Fornovu blizu Parme, ki je sledila že čez par mesecev, so Francozi izgubili in Karel se je vrnil v Francijo, kjer je po dveh letih umrl. 
Za vse države na italijanskem polotoku so bile posledice katastrofalne, saj je bil Karlov vdor preko Alp začetek tako imenovanih italijanskih vojn, ki so naslednjih 65 let pustošile Italijo in popolnoma spremenile njeno politično ureditev.  Postalo je namreč jasno, da je Apeninski polotok bogata dežela, razdrobljena na veliko državic, ki jih branijo samo najeti vojaki. »Avstrijci, Nemci, Burgundci, Francozi, Flamci, Španci, Ogri in razni drugi narodi so prekoračili Alpe ali se izkrcali iz svojih ladij. Vsak tujec je zdaj zmagoval zdaj izgubljal. Italijani so izgubili vsakokrat.« 
Francozi so spet napadli Neapeljsko kraljestvo pod Karlovim naslednikom Ludvikom XII., ki je leta 1501 izvojeval Neapelj. Aragonec Ferdinand Katoliški je medtem zasedel tudi španski prestol, kar mu je dovoljevalo, da si Neapeljsko kraljestvo deli s Francozi, vendar do sporazuma ni prišlo. Francozi so bili tudi vojaško premagani leta 1503 in mirovni dogovori niso bili uspešni. Edini gotovi sporazum je predvideval, da pripade naslov neapeljski kralj Karlu V. Habsburškemu (v kolikor zetu Ludvika XII.), vendar se je kljub temu izrecnemu sporazumu Ferdinand Katoliški še dalje smatral za edinega dediča Neapeljskega kraljestva. 
Leto 1503 se dejansko šteje za začetek španskega vladanja.

## Španska vladavina
Neapeljsko kraljestvo je tako prišlo pod Špance, ki so ga organizirali kot vice-kraljevino, podobno kot Kraljevino Sicilijo. Vice-kraljevina je bila svojevrstna ustanova, ki je istočasno zagotavljala državnost in poudarjala odvisnost kraljevine. V praksi je to pomenilo, da je bila kraljevina last španske krone, vendar s samostojno lokalno administracijo. Tako je bila celo povečana oblast fevdalnih baronov in kler je pridobil na ugledu in privilegijih. Najvišji državni organi so bili sicer urejeni na španski način, a so imeli sedež v Neaplju. Vice-kralja je imenoval direktno Ferdinand Katoliški, vendar mu je podelil vse kraljeve pravice. Za časa Ferdinanda in vice-kraljev, ki jih je on imenoval, je kraljestvo spet pridobilo apulijska pristanišča, ki jih je bila zavzela Beneška republika. Neapeljski univerzi je bila dodeljena letna podpora. Bili so izdani zakoni proti korupciji, nepotizmu, hazardu in oderuštvu. Leta 1510 je bila poskusno uvedena španska inkvizicija, vendar neuspešno. Istočasno so se začela preganjanja Judov.

### Karel V. Habsburški (1516 – 1555)
Ferdinanda je leta 1516 nasledil Karel Habsburški z imenom Karel I. Španski, Karel IV. Neapeljski in Karel V. Svetega rimskega cesarstva. Na Francoskem je prišel na oblast Franc I., ki je osvojil milansko vojvodino in se napotil proti Neaplju, a Karel ga je ustavil. Zato je Franc sklenil sveto zavezništvo z Beneško republiko, Firencami in Papeško državo, ki naj bi odpravilo Špance s polotoka. Po dveh letih bojev je zmagala Španija in Karel si je pridobil papeževo priznanje kraljevega naslova (1528). Ko so Francozi leta 1552 spet napadli Neapelj, in sicer pod poveljstvom Henrika II. Francoskega (sina Franca I.), je samo njihova slaba organizacija preprečila invazijo kraljestva, vendar niso nadaljevali z napadi. Po raznih vojnah in porazih po vsej Evropi je Karel V. leta 1555 odstopil. Svoja posestva je razdelil med sinova Filipa II. Španskega in Ferdinanda I. Habsburškega. Neapeljsko vice-kraljestvo je pripadlo Filipu.

### Filip II. Španski (1555 – 1598)
Pod Filipom je bilo ozemlje vice-kraljestva v stalnem vojnem stanju. Poleg tega je kuga iz leta 1575 popolnoma ohromila vsako gospodarsko dejavnost večjih pristanišč, ki so bila bolj izpostavljena okuženju. Vendar je največja nevarnost prihajala s sistematičnimi vdori Turkov, zaradi česar je bila potrebna gradnja vojaških postojank, obzidij, stražnih stolpov in skladišč za orožje . Po turškem zavzetju Balearskih otokov se je Filip obrnil za pomoč na papeža in druge oblastnike na Apeninskem polotoku. Leta 1560 je nastalo novo sveto zavezništvo, in sicer med Španci, Beneško republiko, Genovsko republiko, Papeško državo, Savojsko vojvodino in Malteškimi vitezi. Spopadi s Sulejmanovo vojsko so se nadaljevali skozi leta in odločilna zmaga svetega zavezništva je bila bitka pri Lepantu (1571). Po tem datumu so Osmanski napadi počasi ponehali in leta 1585 je bila podpisana mirovna pogodba med Turki in kristjani. 
Luteranske verske reforme, ki so v tej dobi ogrožale papeževo posvetno oblast, pa tudi sam obstoj katoliške cerkve, so v Neapeljskem kraljestvu povzročile porast civilne oblasti cerkvenih predstavnikov. Ko je Tridentinski koncil določil, da mora kler obvezno stanovati v mejah svojega sedeža, so postali škofje, opati in župniki neke vrste fevdalni gospodje, ki so si jemali odgovornost za socialno, pravno in kulturno zaščito prebivalstva. Nastali so novi meniški redovi, ki jih je država brezpogojno podpirala. V tem vzdušju so prišli do besede tudi redovniki-revolucionarji, kot na primer Giordano Bruno in Tommaso Campanella, ki so pa samo še poudarili strogi katolicizem kraljestva. 
Filip je umrl leta 1598. Med njegove največje zasluge se prišteva uspeh katoliške protireformacije, ki je ustavila razvoj protestantizma v Evropi. Nasledil ga je sin Filip III. Španski.

### Filip III. Španski, Filip IV. Španski in Karel II. Španski (1598 – 1699)
Medtem ko je bil Filip II. eden najpomembnejših španskih vladarjev, je bil njegov sin Filip III. slabič in slab upravitelj. Posebno tragično je bilo stanje državnih financ, ki kljub dohodkom iz prekomorskih kolonij niso mogle biti kos starim dolgovom, pa tudi ne stroškom za vse vojne, v katere je bila Španija vpletena. Po smrti Filipa III. leta 1621 ga je nasledil sin Filip IV. Španski, ki je sicer povečal imperij do zgodovinsko največjega obsega, vendar je samo poslabšal že kritično notranje stanje države. Po njegovi smrti leta 1665 je postal kralj njegov štiriletni sin Karel II. Španski.
Karel II. Španski je bil že od rojstva težko bolan  in potreben pomoči. Regentka je bila njegova mati, ki je tako negativno vladala, da jo je Karel ob dosegu polnoletnosti zaprl v samostan. Vendar vsa sposobnost, ki jo je mladi kralj izkazal, ni bila dovolj za poravnavo težkih problemov kraljestva. 
Značajna omahljivost obeh Filipov, splošni ekonomski in socialni problemi v Španiji in Karlova mladoletnost so za Neapeljsko kraljestvo pomenili obdobje večje oblasti vice-kraljev. Po obdobju stalnega vojskovanja so se sedaj lažje posvetili urbanizaciji Neaplja, obnovi in razširjenju univerze,  bonifikaciji in kanalizaciji močvirnatih področij. Pospešen je bil boj proti razbojništvu in nepotizmu. Vojskovanje sicer ni docela prenehalo, saj so iz te dobe tudi neapeljski napadi na Istro in plenitev Trogirja (takrat v Beneški republiki). Značilna za to dobo je implozija gospodarstva na jadranski obali kraljestva, kjer je umik Benečanov iz Sredozemlja pomenil zastoj trgovine in pospešek kmetijstva pod trdnim nadzorom lokalne aristokracije. Področje je bilo nedostopno za vsako gospodarsko in kulturno novost. Povečala se je na primer proizvodnja olja, ki je bila strogo urejena in nadzorovana, medtem ko so se v mestih razvile svojevrstne oblike renesanse oziroma konzervativnega in  pobožnjaškega humanizma. Zgodovinarji menijo, da je treba prav v tej dobi iskati začetek značilne nezaupljivosti prebivalcev teh krajev do vsake oblasti. 
Karel II. je umrl brez potomstva leta 1699. Za svojega naslednika je določil Filipa Anžujskega, vnuka svoje sestre in vnuka Ludvika XIV. Francoskega, pod pogojem, da se odpove vsaki pravici do francoske krone.

## Nasledstvena vojna (1701-1714)
Vse vladarske družine v Evropi so bile na kak način v sorodstvu s špansko krono in večina teh sorodnikov se je po Karlovi smrti čutila upravičeno, da se poteguje za nasledstvo na prestolu, saj je to pomenilo posest takrat najpomembnejšega tržišča na svetu. To je bil glavni vzrok španske nasledstvene vojne, ki je za Neapeljčane – kot sicer za velik del Evrope – pomenila samo prehod izpod ene krone v drugo.
Po končani španski nasledstveni vojni sta Neapeljsko kraljestvo in Sardinija pripadla avstrijski veji Habsburžanov, Sicilija pa je bila priključena Savojskemu Piemontu. Vendar utrechtski mir (1714) ni uredil vseh odprtih vprašanj, predvsem so ostali odprti spori za premoč v Sredozemskih vodah. Bitke so se nadaljevale vse do leta 1720, ko je sporazum v Haagu med drugim določil zamenjavo Sardinije s Sicilijo med Habsburžani in Savojci. Od 1720. sta bila torej Neapelj in Sicilija spet združena v istem kraljestvu, pod upravo avstrijskih Habsburžanov.

## Vladavina Avstrijcev (1714 – 1734)
Kot je bilo v navadi pri Habsburžanih, so priključena ozemlja ohranila državno ureditev, administrativno samostojnost in notranjo politiko, le pod nadzorstvom cesarskega poslanca. V bistvu se situacija ni dosti menjala s prehodom od Špancev na Avstrijce, zato so Neapeljčani tudi predstavniku Habsburžanov pravili vicere' (vice-kralj).
Avstrijci so se morali v Neapeljskem kraljestvu soočiti s katastrofalnim stanjem državnih financ in z neurejeno administracijo. Izvedli so takojšnjo reformo, ki je odstranila iz političnih položajev dotedanje konservativce, kar je bilo velikega pomena za kulturni razvoj dežele, saj so bila spet na razpolago na primer dela Spinoze, Jansenija, Pascala, pa tudi manjših lokalnih filozofov. Avstrijska vladavina je sicer izboljšala finančno stanje Neaplja, vendar ne v zadostni meri, tudi zaradi ponovnih španskih napadov, ki so sproti sušili državno blagajno. 
So bili pa Avstrijci zelo uspešni v kulturnem smislu. Leta 1728 so ustanovili banko San Carlo, ki je imela prvotni namen, da postopoma razveljavi sistem neobdavčljivosti, ki je ščitil neprenosljivo lastnino, s tem da posreduje med privatno iniciativo in ustanovami. Seveda sta kulturna razgledanost na eni strani in finančni pritisk na drugi strani povzročila odločno nasprotovanje klera, ki se je še povečalo, ko so bili leta 1731-2 uvedeni novi katastrski popisi in s tem novi zemljiški davki. 

## Vladavina Borbonov
Da bi spet pridobil ozemlja, ki jih je moral odstopiti z utrechtsko pogodbo, je leta 1734 Filip V. Španski napadel in zavzel Neapeljsko kraljestvo ter nato Sicilijo. Vendar je bilo mednarodno politično vzdušje že različno od tistega pred nekaj leti, saj je postalo jasno razvidno, da ogromni imperiji niso več simbol moči, temveč so prav zaradi svoje obširnosti tarča združenih napadov sosednjih držav. Zato novo pridobljena ozemlja na italijanskem jugu niso bila več vključena v Španijo kot vice-kraljevine, temveč jim je bila priznana formalna neodvisnost. Po zgledu ločitve dinastije po zaključku nasledstvene vojne, je bil proglašen za kralja Filipov sin Karel kot začetnik nove dinastije Neapeljskih Borbonov.  S tem sta se obnovili neodvisni državi Kraljevina Sicilija in Neapeljsko kraljestvo, ki ju je družila samo oseba kralja.

### Karel III. Španski (1734-1759)
Karel III. se ni dolgo opiral na očetovo sodelovanje. Od vsega začetka se je oprl predvsem na neapeljsko aristokracijo in uvedel nekatere politične in administrativne reforme, ki so pospešile razvoj državnega gospodarstva. Začetna naklonjenost kleru, s katero je celo obljubil inkvizicijsko sodišče (ki pa ni bilo nikoli uvedeno), se je počasi spreminjala v odprto nasprotovanje. Že leta 1741 je bil podpisan konkordat, ki je odpravil več cerkvenih privilegijev in uvedel obdavčitev.  Zgodovinarji vidijo v nihanju kraljeve naklonjenosti značilni Karlov način vladanja, ki je dosegal svoje cilje z diplomacijo, polovičnimi priznanji in delnimi obljubami, kar je pozneje prišlo v pregovor kot neapeljska zvijačnost. Vsekakor se je v tem obdobju razvilo gospodarstvo, predvsem s porastom kmetijskega proizvoda in njegovo preprodajo. Prvič v Italiji je bil izdan zakon, ki je zagotavljal Judom enakopravnost s katoličani. 
Leta 1755 je bila ustanovljena pri neapeljski univerzi fakulteta za ekonomijo, prva v Evropi, kjer je bil učni jezik italijanščina in ne več latinščina. Začela se je gradnja kraljevega dvorca v Caserti po načrtih Luigija Vanvitellija in velikega Hotela revežev v središču Neaplja. V kraljevi rezidenci v Neaplju je bil ustanovljen muzej izkopanin iz Pompejev. 
Leta 1759 je umrl Karlov brat Ferdinand VI. Španski in Karel ga je moral naslediti na španskem prestolu. V Neapeljskem kraljestvu ga je nasledil sin Ferdinand.

### Ferdinand IV. Neapeljski (1759-1816)
Ferdinand je postal kralj pri osmih letih, zato mu je oče pred odstopom določil regente, od katerih je bil najpomembnejši Bernardo Tannucci, ki je bil že leta glavni kraljevi svetovalec. Tudi po dosegi polnoletnosti se Ferdinand ni rad zanimal za državne posle, ki jih je dejansko vodil Tannucci. Po njegovem posredovanju je Ferdinand poročil Marijo Karolino, hčer vladarice Marije Terezije, ki se je zavzemala za napredne ideje prostozidarjev in je odslovila konzervativnega Tannuccija. 
Ferdinand se je izogibal dvornim spletkam in se je vedno pogosteje mudil v lovski koči, ki jo je imel nedaleč od Caserte in kjer je ustanovil skupnost San Leucio. Marija Karolina pa je po umoru francoskih vladarjev v okviru francoske revolucije obsodila vsako demokratsko miselnost. Začela je preganjati pripadnike republikanskega gibanja, ki je še iz časa španske vladavine obstajalo v Neaplju, pa tudi somišljenike velikih filozofov Karlove dobe. Kot dokaz nasprotovanja francoskim revolucionarjem je v Ferdinandovem imenu obljubila podporo Neapeljskega kraljestva britanski floti v Sredozemlju. Poslala je tudi kopno vojsko v pomoč protifrancoskim četam, ki so skušale osvoboditi Rim izpod Napoleonove vojske. Osvoboditev Rima ni uspela, neapeljska vojska je bila poražena in razpršena, Neapelj je ostal brez obrambe pred Francozi. Ferdinand je zapustil kraljevino in se zatekel na Sicilijo.

### Republika (1799)
Januarja 1799 so Neapeljski revolucionarji oklicali republiko, kar je ustrezalo francoskemu načrtu, zato so jo po okupaciji Francozi odobrili. Neapeljčani so bili prepričani, da so dosegli samostojnost, zato so takoj začeli izdajati zakone in smernice nove države. Prepovedan je bil fevdalizem in podprta jansenistična zamisel o narodni cerkvi, neodvisni od papeža. . Ti zakoni so bili za večino preprostega ljudstva nerazumljivi, zato ljudstvo ni podprlo republike.   Republika je zato trajala samo pet mesecev, nakar so protirevolucionarne čete pod vodstvom kardinala Ruffa prevzele oblast in jo vrnile v kraljeve roke. Kralj, še vedno na Siciliji, je potreboval podporo klera, zato je imenoval Ruffa za svojega namestnika. Začela se je doba obskurantizma, ko je Ruffo v kraljevem imenu trdo nastopil proti pravnim in administrativnim pravilom, ki jih je bil sam kralj svoj čas izdal. Pripadniki republike so bili zaprti, v mnogih slučajih usmrčeni, in jakobinci, somišljeniki republikancev, so bili odstranjeni iz javnih služb. Uvedena je bila stroga preiskava proti pripadnikom klera, ki so v jansenističnem duhu podprli republikansko zamisel. 
Republikanska revolucija je začetek obdobja politične negotovosti Neapeljskega kraljestva. Kraljeva vojska, ki je že leta 1799 osvobodila Rim, je napredovala proti severu, a premagal jo je Joachim Murat. Leta 1801 je bilo sklenjeno premirje med Neapeljčani in Napoleonom in že naslednjega leta je Amiemski mir določil vrnitev Neaplja Borboncem. Tri leta pozneje so Francozi spet zasedli Neapelj. Po bitki pri Slavkovu je Napoleon odstavil borbonsko dinastijo in imenoval svojega brata Josepha za kralja.

## Jožef Bonaparte in Joahim Murat (1805-1815)
Za časa vladanja Jožefa Bonaparteja so bile izvedene reforme proti fevdalnemu sistemu in kleru, predvsem z novimi zemljiškimi zakoni in z ukinitvijo meniških redov. Reforme so bile uspešne in so priklicale v kraljestvo premožne francoske investitorje, ki so odkupili razlaščena posestva. Po treh letih je Jožef postal kralj Španije in v Neaplju ga je nadomestil Joachim Murat, ki ga je Napoleon kronal za kralja z imenom Joahim Napoleon.
Joahim je pospešil javna dela v državi, na primer gradnjo mostov in bolnišnic, nova izkopavanja v Pompejih, cestno razsvetljavo, pa tudi gradnjo novih cestnih povezav. V prostorih bivših samostanov so bile ustanovljene rokodelske delavnice in tovarne z modernimi postopki proizvodnje. Na pravnem področju je izdal zakonik, ki je med drugim uvajal, prvi v Italiji, razporoko in civilno poroko. 
Murat je po Napoleonovem padcu skušal ohraniti Neapeljsko kraljestvo z iskanjem političnih zaveznikov. Nastopil je celo proti Franciji in podprl Avstrijce, ki so prodirali proti Padski nižini, in ob priliki zasedel Marke, Umbrijo in Emilijo – Romanjo. Temu početju so nasprotovali predvsem britanci in Ludvik XVIII. Francoski, ki so Muratu preprečili udeležbo pri Dunajskem kongresu. Murat je napadel Avstrijce in izdal Riminsko izjavo (Proclama di Rimini), s katero je pozval Italijane, naj se združijo proti okupatorju. Ta izjava se šteje za začetek italijanskega risorgimenta.
Avstrijci so Murata premagali in po pogodbi iz Casalanze je Neapeljsko kraljestvo spet pripadlo Borbonom. Pogodba je dovoljevala Muratovo vrnitev v Francijo, a bivši kralj se je raje še zadnjič uprl in je bil pri tem poskusu usmrčen.  Decembra 1816 so Borboni združili Neapeljsko kraljestvo s Kraljevino Sicilijo pod krono Kraljevine Dveh Sicilij. Prestol je zasedel Ferdinand I. Dveh Sicilij, ki je že bil Ferdinand IV. Neapeljski in Ferdinand III. Sicilski.

## Sorodstvene povezave anžujski kraljev
V drevesu so prikazani samo neapeljski kralji - Anžujci (označeni rumeno), ki so dejansko vladali in tiste osebe, ki so rod ponesle do njih. Leta vladanja so navedena v oklepaju.
|  |  |  |  | | | | | | |  |  |                                                                                             |                                                                                             |                                                                                             |                                                                                             |                                                                                             |                                                                                             |  |  | Ludvik VIII. Francoski Lev *1187 (1223- †1226) kralj Francije                                         | Ludvik VIII. Francoski Lev *1187 (1223- †1226) kralj Francije                                         | Ludvik VIII. Francoski Lev *1187 (1223- †1226) kralj Francije                                         | Ludvik VIII. Francoski Lev *1187 (1223- †1226) kralj Francije                                         | Ludvik VIII. Francoski Lev *1187 (1223- †1226) kralj Francije                                         | Ludvik VIII. Francoski Lev *1187 (1223- †1226) kralj Francije                                         |  |  | | | | | | |  |  |                                                   |                                                   |                                                                                          |                                                                                          |                                                                                          |                                                                                          |                                                                                          |                                                                                          |                                                           |                                                           | Kralji Neaplja                                            | Kralji Neaplja                                            | Kralji Neaplja                                       | Kralji Neaplja                                       | Kralji Neaplja                                                       | Kralji Neaplja                                                       |                                                                                      |                                                                                      |                                                                                      |                                                                                      |                                                                                      |                                                                                      |  |  |  |  |  |  |  |  |  |  |  |  |  |  |  |  |  |  |  |  |  |  |  |  |
|  |  |  |  | | | | | | |  |  |                                                                                             |                                                                                             |                                                                                             |                                                                                             |                                                                                             |                                                                                             |  |  | Ludvik VIII. Francoski Lev *1187 (1223- †1226) kralj Francije                                         | Ludvik VIII. Francoski Lev *1187 (1223- †1226) kralj Francije                                         | Ludvik VIII. Francoski Lev *1187 (1223- †1226) kralj Francije                                         | Ludvik VIII. Francoski Lev *1187 (1223- †1226) kralj Francije                                         | Ludvik VIII. Francoski Lev *1187 (1223- †1226) kralj Francije                                         | Ludvik VIII. Francoski Lev *1187 (1223- †1226) kralj Francije                                         |  |  | | | | | | |  |  |                                                   |                                                   |                                                                                          |                                                                                          |                                                                                          |                                                                                          |                                                                                          |                                                                                          |                                                           |                                                           | Kralji Neaplja                                            | Kralji Neaplja                                            | Kralji Neaplja                                       | Kralji Neaplja                                       | Kralji Neaplja                                                       | Kralji Neaplja                                                       |                                                                                      |                                                                                      |                                                                                      |                                                                                      |                                                                                      |                                                                                      |  |  |  |  |  |  |  |  |  |  |  |  |  |  |  |  |  |  |  |  |  |  |  |  |
|  |  |  |  | | | | | | |  |  |                                                                                             |                                                                                             |                                                                                             |                                                                                             |                                                                                             |                                                                                             |  |  | | | | | | |  |  | | | | | | |  |  |                                                   |                                                   |                                                                                          |                                                                                          |                                                                                          |                                                                                          |                                                                                          |                                                                                          |                                                           |                                                           |                                                           |                                                           |                                                      |                                                      |                                                                      |                                                                      |                                                                                      |                                                                                      |                                                                                      |                                                                                      |                                                                                      |                                                                                      |  |  |  |  |  |  |  |  |  |  |  |  |  |  |  |  |  |  |  |  |  |  |  |  |
|  |  |  |  | | | | | | |  |  | Ludvik IX. Francoski Sveti *1214 (1226-†1270) kralj Francije                                | Ludvik IX. Francoski Sveti *1214 (1226-†1270) kralj Francije                                | Ludvik IX. Francoski Sveti *1214 (1226-†1270) kralj Francije                                | Ludvik IX. Francoski Sveti *1214 (1226-†1270) kralj Francije                                | Ludvik IX. Francoski Sveti *1214 (1226-†1270) kralj Francije                                | Ludvik IX. Francoski Sveti *1214 (1226-†1270) kralj Francije                                |  |  | | | | | | |  |  | Karel I. Anžujski *1226 (1266-†1285) kralj Sicilije kralj Jeruzalema                                                      | Karel I. Anžujski *1226 (1266-†1285) kralj Sicilije kralj Jeruzalema                                                      | Karel I. Anžujski *1226 (1266-†1285) kralj Sicilije kralj Jeruzalema                                                      | Karel I. Anžujski *1226 (1266-†1285) kralj Sicilije kralj Jeruzalema                                                      | Karel I. Anžujski *1226 (1266-†1285) kralj Sicilije kralj Jeruzalema                                                      | Karel I. Anžujski *1226 (1266-†1285) kralj Sicilije kralj Jeruzalema                                                      |  |  |                                                   |                                                   |                                                                                          |                                                                                          |                                                                                          |                                                                                          |                                                                                          |                                                                                          |                                                           |                                                           |                                                           |                                                           |                                                      |                                                      |                                                                      |                                                                      |                                                                                      |                                                                                      |                                                                                      |                                                                                      |                                                                                      |                                                                                      |  |  |  |  |  |  |  |  |  |  |  |  |  |  |  |  |  |  |  |  |  |  |  |  |
|  |  |  |  | | | | | | |  |  | Ludvik IX. Francoski Sveti *1214 (1226-†1270) kralj Francije                                | Ludvik IX. Francoski Sveti *1214 (1226-†1270) kralj Francije                                | Ludvik IX. Francoski Sveti *1214 (1226-†1270) kralj Francije                                | Ludvik IX. Francoski Sveti *1214 (1226-†1270) kralj Francije                                | Ludvik IX. Francoski Sveti *1214 (1226-†1270) kralj Francije                                | Ludvik IX. Francoski Sveti *1214 (1226-†1270) kralj Francije                                |  |  | | | | | | |  |  | Karel I. Anžujski *1226 (1266-†1285) kralj Sicilije kralj Jeruzalema                                                      | Karel I. Anžujski *1226 (1266-†1285) kralj Sicilije kralj Jeruzalema                                                      | Karel I. Anžujski *1226 (1266-†1285) kralj Sicilije kralj Jeruzalema                                                      | Karel I. Anžujski *1226 (1266-†1285) kralj Sicilije kralj Jeruzalema                                                      | Karel I. Anžujski *1226 (1266-†1285) kralj Sicilije kralj Jeruzalema                                                      | Karel I. Anžujski *1226 (1266-†1285) kralj Sicilije kralj Jeruzalema                                                      |  |  |                                                   |                                                   |                                                                                          |                                                                                          |                                                                                          |                                                                                          |                                                                                          |                                                                                          |                                                           |                                                           |                                                           |                                                           |                                                      |                                                      |                                                                      |                                                                      |                                                                                      |                                                                                      |                                                                                      |                                                                                      |                                                                                      |                                                                                      |  |  |  |  |  |  |  |  |  |  |  |  |  |  |  |  |  |  |  |  |  |  |  |  |
|  |  |  |  | | | | | | |  |  |                                                                                             |                                                                                             |                                                                                             |                                                                                             |                                                                                             |                                                                                             |  |  | | | | | | |  |  | | | | | | |  |  |                                                   |                                                   |                                                                                          |                                                                                          |                                                                                          |                                                                                          |                                                                                          |                                                                                          |                                                           |                                                           |                                                           |                                                           |                                                      |                                                      |                                                                      |                                                                      |                                                                                      |                                                                                      |                                                                                      |                                                                                      |                                                                                      |                                                                                      |  |  |  |  |  |  |  |  |  |  |  |  |  |  |  |  |  |  |  |  |  |  |  |  |
|  |  |  |  | | | | | | |  |  |                                                                                             |                                                                                             |                                                                                             |                                                                                             |                                                                                             |                                                                                             |  |  | | | | | | |  |  | Karel II. Anžujski *1254 (1285-†1309) kralj Neaplja                                                                       | Karel II. Anžujski *1254 (1285-†1309) kralj Neaplja                                                                       | Karel II. Anžujski *1254 (1285-†1309) kralj Neaplja                                                                       | Karel II. Anžujski *1254 (1285-†1309) kralj Neaplja                                                                       | Karel II. Anžujski *1254 (1285-†1309) kralj Neaplja                                                                       | Karel II. Anžujski *1254 (1285-†1309) kralj Neaplja                                                                       |  |  |                                                   |                                                   | Elizabeta Anžujska *1261 †1304 ∞ Ladislav IV. Kumanec *1262 (1272-†1290) kralj Madžarske | Elizabeta Anžujska *1261 †1304 ∞ Ladislav IV. Kumanec *1262 (1272-†1290) kralj Madžarske | Elizabeta Anžujska *1261 †1304 ∞ Ladislav IV. Kumanec *1262 (1272-†1290) kralj Madžarske | Elizabeta Anžujska *1261 †1304 ∞ Ladislav IV. Kumanec *1262 (1272-†1290) kralj Madžarske | Elizabeta Anžujska *1261 †1304 ∞ Ladislav IV. Kumanec *1262 (1272-†1290) kralj Madžarske | Elizabeta Anžujska *1261 †1304 ∞ Ladislav IV. Kumanec *1262 (1272-†1290) kralj Madžarske |                                                           |                                                           |                                                           |                                                           |                                                      |                                                      |                                                                      |                                                                      |                                                                                      |                                                                                      |                                                                                      |                                                                                      |                                                                                      |                                                                                      |  |  |  |  |  |  |  |  |  |  |  |  |  |  |  |  |  |  |  |  |  |  |  |  |
|  |  |  |  | | | | | | |  |  |                                                                                             |                                                                                             |                                                                                             |                                                                                             |                                                                                             |                                                                                             |  |  | | | | | | |  |  | Karel II. Anžujski *1254 (1285-†1309) kralj Neaplja                                                                       | Karel II. Anžujski *1254 (1285-†1309) kralj Neaplja                                                                       | Karel II. Anžujski *1254 (1285-†1309) kralj Neaplja                                                                       | Karel II. Anžujski *1254 (1285-†1309) kralj Neaplja                                                                       | Karel II. Anžujski *1254 (1285-†1309) kralj Neaplja                                                                       | Karel II. Anžujski *1254 (1285-†1309) kralj Neaplja                                                                       |  |  |                                                   |                                                   | Elizabeta Anžujska *1261 †1304 ∞ Ladislav IV. Kumanec *1262 (1272-†1290) kralj Madžarske | Elizabeta Anžujska *1261 †1304 ∞ Ladislav IV. Kumanec *1262 (1272-†1290) kralj Madžarske | Elizabeta Anžujska *1261 †1304 ∞ Ladislav IV. Kumanec *1262 (1272-†1290) kralj Madžarske | Elizabeta Anžujska *1261 †1304 ∞ Ladislav IV. Kumanec *1262 (1272-†1290) kralj Madžarske | Elizabeta Anžujska *1261 †1304 ∞ Ladislav IV. Kumanec *1262 (1272-†1290) kralj Madžarske | Elizabeta Anžujska *1261 †1304 ∞ Ladislav IV. Kumanec *1262 (1272-†1290) kralj Madžarske |                                                           |                                                           |                                                           |                                                           |                                                      |                                                      |                                                                      |                                                                      |                                                                                      |                                                                                      |                                                                                      |                                                                                      |                                                                                      |                                                                                      |  |  |  |  |  |  |  |  |  |  |  |  |  |  |  |  |  |  |  |  |  |  |  |  |
|  |  |  |  | | | | | | |  |  |                                                                                             |                                                                                             |                                                                                             |                                                                                             |                                                                                             |                                                                                             |  |  | | | | | | |  |  | | | | | | |  |  |                                                   |                                                   |                                                                                          |                                                                                          |                                                                                          |                                                                                          |                                                                                          |                                                                                          |                                                           |                                                           |                                                           |                                                           |                                                      |                                                      |                                                                      |                                                                      |                                                                                      |                                                                                      |                                                                                      |                                                                                      |                                                                                      |                                                                                      |  |  |  |  |  |  |  |  |  |  |  |  |  |  |  |  |  |  |  |  |  |  |  |  |
|  |  |  |  | Karel Martel *1271 †1295 po materi dedič madžarskega prestola                                                                        | Karel Martel *1271 †1295 po materi dedič madžarskega prestola                                                                        | Karel Martel *1271 †1295 po materi dedič madžarskega prestola                                                                        | Karel Martel *1271 †1295 po materi dedič madžarskega prestola                                                                        | Karel Martel *1271 †1295 po materi dedič madžarskega prestola                                                                        | Karel Martel *1271 †1295 po materi dedič madžarskega prestola                                                                        |  |  | Robert I. Neapeljski Modri *1277 (1309-†1343 kralj Neaplja                                  | Robert I. Neapeljski Modri *1277 (1309-†1343 kralj Neaplja                                  | Robert I. Neapeljski Modri *1277 (1309-†1343 kralj Neaplja                                  | Robert I. Neapeljski Modri *1277 (1309-†1343 kralj Neaplja                                  | Robert I. Neapeljski Modri *1277 (1309-†1343 kralj Neaplja                                  | Robert I. Neapeljski Modri *1277 (1309-†1343 kralj Neaplja                                  |  |  | Margareta Anžujska *1273 †1299 dedinja grofije Anžu ∞ Karel grof Valois starša Filipa VI. Francoskega | Margareta Anžujska *1273 †1299 dedinja grofije Anžu ∞ Karel grof Valois starša Filipa VI. Francoskega | Margareta Anžujska *1273 †1299 dedinja grofije Anžu ∞ Karel grof Valois starša Filipa VI. Francoskega | Margareta Anžujska *1273 †1299 dedinja grofije Anžu ∞ Karel grof Valois starša Filipa VI. Francoskega | Margareta Anžujska *1273 †1299 dedinja grofije Anžu ∞ Karel grof Valois starša Filipa VI. Francoskega | Margareta Anžujska *1273 †1299 dedinja grofije Anžu ∞ Karel grof Valois starša Filipa VI. Francoskega |  |  | Filip I. Tarantski *1278 †1332 knez v Tarantu (Apulija)                                                                   | Filip I. Tarantski *1278 †1332 knez v Tarantu (Apulija)                                                                   | Filip I. Tarantski *1278 †1332 knez v Tarantu (Apulija)                                                                   | Filip I. Tarantski *1278 †1332 knez v Tarantu (Apulija)                                                                   | Filip I. Tarantski *1278 †1332 knez v Tarantu (Apulija)                                                                   | Filip I. Tarantski *1278 †1332 knez v Tarantu (Apulija)                                                                   |  |  |                                                   |                                                   |                                                                                          |                                                                                          |                                                                                          |                                                                                          |                                                                                          |                                                                                          |                                                           |                                                           | Ivan Draški *1294 †1336 vojvoda v Draču                   | Ivan Draški *1294 †1336 vojvoda v Draču                   | Ivan Draški *1294 †1336 vojvoda v Draču              | Ivan Draški *1294 †1336 vojvoda v Draču              | Ivan Draški *1294 †1336 vojvoda v Draču                              | Ivan Draški *1294 †1336 vojvoda v Draču                              |                                                                                      |                                                                                      |                                                                                      |                                                                                      |                                                                                      |                                                                                      |  |  |  |  |  |  |  |  |  |  |  |  |  |  |  |  |  |  |  |  |  |  |  |  |
|  |  |  |  | Karel Martel *1271 †1295 po materi dedič madžarskega prestola                                                                        | Karel Martel *1271 †1295 po materi dedič madžarskega prestola                                                                        | Karel Martel *1271 †1295 po materi dedič madžarskega prestola                                                                        | Karel Martel *1271 †1295 po materi dedič madžarskega prestola                                                                        | Karel Martel *1271 †1295 po materi dedič madžarskega prestola                                                                        | Karel Martel *1271 †1295 po materi dedič madžarskega prestola                                                                        |  |  | Robert I. Neapeljski Modri *1277 (1309-†1343 kralj Neaplja                                  | Robert I. Neapeljski Modri *1277 (1309-†1343 kralj Neaplja                                  | Robert I. Neapeljski Modri *1277 (1309-†1343 kralj Neaplja                                  | Robert I. Neapeljski Modri *1277 (1309-†1343 kralj Neaplja                                  | Robert I. Neapeljski Modri *1277 (1309-†1343 kralj Neaplja                                  | Robert I. Neapeljski Modri *1277 (1309-†1343 kralj Neaplja                                  |  |  | Margareta Anžujska *1273 †1299 dedinja grofije Anžu ∞ Karel grof Valois starša Filipa VI. Francoskega | Margareta Anžujska *1273 †1299 dedinja grofije Anžu ∞ Karel grof Valois starša Filipa VI. Francoskega | Margareta Anžujska *1273 †1299 dedinja grofije Anžu ∞ Karel grof Valois starša Filipa VI. Francoskega | Margareta Anžujska *1273 †1299 dedinja grofije Anžu ∞ Karel grof Valois starša Filipa VI. Francoskega | Margareta Anžujska *1273 †1299 dedinja grofije Anžu ∞ Karel grof Valois starša Filipa VI. Francoskega | Margareta Anžujska *1273 †1299 dedinja grofije Anžu ∞ Karel grof Valois starša Filipa VI. Francoskega |  |  | Filip I. Tarantski *1278 †1332 knez v Tarantu (Apulija)                                                                   | Filip I. Tarantski *1278 †1332 knez v Tarantu (Apulija)                                                                   | Filip I. Tarantski *1278 †1332 knez v Tarantu (Apulija)                                                                   | Filip I. Tarantski *1278 †1332 knez v Tarantu (Apulija)                                                                   | Filip I. Tarantski *1278 †1332 knez v Tarantu (Apulija)                                                                   | Filip I. Tarantski *1278 †1332 knez v Tarantu (Apulija)                                                                   |  |  |                                                   |                                                   |                                                                                          |                                                                                          |                                                                                          |                                                                                          |                                                                                          |                                                                                          |                                                           |                                                           | Ivan Draški *1294 †1336 vojvoda v Draču                   | Ivan Draški *1294 †1336 vojvoda v Draču                   | Ivan Draški *1294 †1336 vojvoda v Draču              | Ivan Draški *1294 †1336 vojvoda v Draču              | Ivan Draški *1294 †1336 vojvoda v Draču                              | Ivan Draški *1294 †1336 vojvoda v Draču                              |                                                                                      |                                                                                      |                                                                                      |                                                                                      |                                                                                      |                                                                                      |  |  |  |  |  |  |  |  |  |  |  |  |  |  |  |  |  |  |  |  |  |  |  |  |
|  |  |  |  | | | | | | |  |  |                                                                                             |                                                                                             |                                                                                             |                                                                                             |                                                                                             |                                                                                             |  |  | | | | | | |  |  | | | | | | |  |  |                                                   |                                                   |                                                                                          |                                                                                          |                                                                                          |                                                                                          |                                                                                          |                                                                                          |                                                           |                                                           |                                                           |                                                           |                                                      |                                                      |                                                                      |                                                                      |                                                                                      |                                                                                      |                                                                                      |                                                                                      |                                                                                      |                                                                                      |  |  |  |  |  |  |  |  |  |  |  |  |  |  |  |  |  |  |  |  |  |  |  |  |
|  |  |  |  | | | | | | |  |  |                                                                                             |                                                                                             |                                                                                             |                                                                                             |                                                                                             |                                                                                             |  |  | | | | | | |  |  | | | | | | |  |  |                                                   |                                                   |                                                                                          |                                                                                          |                                                                                          |                                                                                          |                                                                                          |                                                                                          |                                                           |                                                           |                                                           |                                                           |                                                      |                                                      |                                                                      |                                                                      |                                                                                      |                                                                                      |                                                                                      |                                                                                      |                                                                                      |                                                                                      |  |  |  |  |  |  |  |  |  |  |  |  |  |  |  |  |  |  |  |  |  |  |  |  |
|  |  |  |  | | | | | | |  |  |                                                                                             |                                                                                             |                                                                                             |                                                                                             |                                                                                             |                                                                                             |  |  | | | | | | |  |  | | | | | | |  |  |                                                   |                                                   |                                                                                          |                                                                                          |                                                                                          |                                                                                          |                                                                                          |                                                                                          |                                                           |                                                           |                                                           |                                                           |                                                      |                                                      |                                                                      |                                                                      |                                                                                      |                                                                                      |                                                                                      |                                                                                      |                                                                                      |                                                                                      |  |  |  |  |  |  |  |  |  |  |  |  |  |  |  |  |  |  |  |  |  |  |  |  |
|  |  |  |  | Karel Robert *1288 (1308-†1342) kralj Madžarske, Hrvaške in Dalmacije                                                                | Karel Robert *1288 (1308-†1342) kralj Madžarske, Hrvaške in Dalmacije                                                                | Karel Robert *1288 (1308-†1342) kralj Madžarske, Hrvaške in Dalmacije                                                                | Karel Robert *1288 (1308-†1342) kralj Madžarske, Hrvaške in Dalmacije                                                                | Karel Robert *1288 (1308-†1342) kralj Madžarske, Hrvaške in Dalmacije                                                                | Karel Robert *1288 (1308-†1342) kralj Madžarske, Hrvaške in Dalmacije                                                                |  |  | Karel Kalabrijski *1298 †1328 vovjvoda v Kalabriji                                          | Karel Kalabrijski *1298 †1328 vovjvoda v Kalabriji                                          | Karel Kalabrijski *1298 †1328 vovjvoda v Kalabriji                                          | Karel Kalabrijski *1298 †1328 vovjvoda v Kalabriji                                          | Karel Kalabrijski *1298 †1328 vovjvoda v Kalabriji                                          | Karel Kalabrijski *1298 †1328 vovjvoda v Kalabriji                                          |  |  | Robert II Tarantski. †1364 knez v Tarantu (Apulija)                                                   | Robert II Tarantski. †1364 knez v Tarantu (Apulija)                                                   | Robert II Tarantski. †1364 knez v Tarantu (Apulija)                                                   | Robert II Tarantski. †1364 knez v Tarantu (Apulija)                                                   | Robert II Tarantski. †1364 knez v Tarantu (Apulija)                                                   | Robert II Tarantski. †1364 knez v Tarantu (Apulija)                                                   |  |  | Ludvik II. Tarantski †1362 knez v Tarantu                                                                                 | Ludvik II. Tarantski †1362 knez v Tarantu                                                                                 | Ludvik II. Tarantski †1362 knez v Tarantu                                                                                 | Ludvik II. Tarantski †1362 knez v Tarantu                                                                                 | Ludvik II. Tarantski †1362 knez v Tarantu                                                                                 | Ludvik II. Tarantski †1362 knez v Tarantu                                                                                 |  |  | Filip II. Tarantski *1329 †1374 knez v Tarantu    | Filip II. Tarantski *1329 †1374 knez v Tarantu    | Filip II. Tarantski *1329 †1374 knez v Tarantu                                           | Filip II. Tarantski *1329 †1374 knez v Tarantu                                           | Filip II. Tarantski *1329 †1374 knez v Tarantu                                           | Filip II. Tarantski *1329 †1374 knez v Tarantu                                           |                                                                                          |                                                                                          | Karel Draški *1323 †1348 obglavljen vojvoda na Draču      | Karel Draški *1323 †1348 obglavljen vojvoda na Draču      | Karel Draški *1323 †1348 obglavljen vojvoda na Draču      | Karel Draški *1323 †1348 obglavljen vojvoda na Draču      | Karel Draški *1323 †1348 obglavljen vojvoda na Draču | Karel Draški *1323 †1348 obglavljen vojvoda na Draču |                                                                      |                                                                      | Ludvik Draški *1324 †1362 zastrupljen v ječi grof v Gravini (Apulija)                | Ludvik Draški *1324 †1362 zastrupljen v ječi grof v Gravini (Apulija)                | Ludvik Draški *1324 †1362 zastrupljen v ječi grof v Gravini (Apulija)                | Ludvik Draški *1324 †1362 zastrupljen v ječi grof v Gravini (Apulija)                | Ludvik Draški *1324 †1362 zastrupljen v ječi grof v Gravini (Apulija)                | Ludvik Draški *1324 †1362 zastrupljen v ječi grof v Gravini (Apulija)                |  |  |  |  |  |  |  |  |  |  |  |  |  |  |  |  |  |  |  |  |  |  |  |  |
|  |  |  |  | Karel Robert *1288 (1308-†1342) kralj Madžarske, Hrvaške in Dalmacije                                                                | Karel Robert *1288 (1308-†1342) kralj Madžarske, Hrvaške in Dalmacije                                                                | Karel Robert *1288 (1308-†1342) kralj Madžarske, Hrvaške in Dalmacije                                                                | Karel Robert *1288 (1308-†1342) kralj Madžarske, Hrvaške in Dalmacije                                                                | Karel Robert *1288 (1308-†1342) kralj Madžarske, Hrvaške in Dalmacije                                                                | Karel Robert *1288 (1308-†1342) kralj Madžarske, Hrvaške in Dalmacije                                                                |  |  | Karel Kalabrijski *1298 †1328 vovjvoda v Kalabriji                                          | Karel Kalabrijski *1298 †1328 vovjvoda v Kalabriji                                          | Karel Kalabrijski *1298 †1328 vovjvoda v Kalabriji                                          | Karel Kalabrijski *1298 †1328 vovjvoda v Kalabriji                                          | Karel Kalabrijski *1298 †1328 vovjvoda v Kalabriji                                          | Karel Kalabrijski *1298 †1328 vovjvoda v Kalabriji                                          |  |  | Robert II Tarantski. †1364 knez v Tarantu (Apulija)                                                   | Robert II Tarantski. †1364 knez v Tarantu (Apulija)                                                   | Robert II Tarantski. †1364 knez v Tarantu (Apulija)                                                   | Robert II Tarantski. †1364 knez v Tarantu (Apulija)                                                   | Robert II Tarantski. †1364 knez v Tarantu (Apulija)                                                   | Robert II Tarantski. †1364 knez v Tarantu (Apulija)                                                   |  |  | Ludvik II. Tarantski †1362 knez v Tarantu                                                                                 | Ludvik II. Tarantski †1362 knez v Tarantu                                                                                 | Ludvik II. Tarantski †1362 knez v Tarantu                                                                                 | Ludvik II. Tarantski †1362 knez v Tarantu                                                                                 | Ludvik II. Tarantski †1362 knez v Tarantu                                                                                 | Ludvik II. Tarantski †1362 knez v Tarantu                                                                                 |  |  | Filip II. Tarantski *1329 †1374 knez v Tarantu    | Filip II. Tarantski *1329 †1374 knez v Tarantu    | Filip II. Tarantski *1329 †1374 knez v Tarantu                                           | Filip II. Tarantski *1329 †1374 knez v Tarantu                                           | Filip II. Tarantski *1329 †1374 knez v Tarantu                                           | Filip II. Tarantski *1329 †1374 knez v Tarantu                                           |                                                                                          |                                                                                          | Karel Draški *1323 †1348 obglavljen vojvoda na Draču      | Karel Draški *1323 †1348 obglavljen vojvoda na Draču      | Karel Draški *1323 †1348 obglavljen vojvoda na Draču      | Karel Draški *1323 †1348 obglavljen vojvoda na Draču      | Karel Draški *1323 †1348 obglavljen vojvoda na Draču | Karel Draški *1323 †1348 obglavljen vojvoda na Draču |                                                                      |                                                                      | Ludvik Draški *1324 †1362 zastrupljen v ječi grof v Gravini (Apulija)                | Ludvik Draški *1324 †1362 zastrupljen v ječi grof v Gravini (Apulija)                | Ludvik Draški *1324 †1362 zastrupljen v ječi grof v Gravini (Apulija)                | Ludvik Draški *1324 †1362 zastrupljen v ječi grof v Gravini (Apulija)                | Ludvik Draški *1324 †1362 zastrupljen v ječi grof v Gravini (Apulija)                | Ludvik Draški *1324 †1362 zastrupljen v ječi grof v Gravini (Apulija)                |  |  |  |  |  |  |  |  |  |  |  |  |  |  |  |  |  |  |  |  |  |  |  |  |
|  |  |  |  | | | | | | |  |  |                                                                                             |                                                                                             |                                                                                             |                                                                                             |                                                                                             |                                                                                             |  |  | | | | | | |  |  | | | | | | |  |  |                                                   |                                                   |                                                                                          |                                                                                          |                                                                                          |                                                                                          |                                                                                          |                                                                                          |                                                           |                                                           |                                                           |                                                           |                                                      |                                                      |                                                                      |                                                                      |                                                                                      |                                                                                      |                                                                                      |                                                                                      |                                                                                      |                                                                                      |  |  |  |  |  |  |  |  |  |  |  |  |  |  |  |  |  |  |  |  |  |  |  |  |
|  |  |  |  | | | | | | |  |  |                                                                                             |                                                                                             |                                                                                             |                                                                                             |                                                                                             |                                                                                             |  |  | | | | | | |  |  | | | | | | |  |  |                                                   |                                                   |                                                                                          |                                                                                          |                                                                                          |                                                                                          |                                                                                          |                                                                                          |                                                           |                                                           |                                                           |                                                           |                                                      |                                                      |                                                                      |                                                                      |                                                                                      |                                                                                      |                                                                                      |                                                                                      |                                                                                      |                                                                                      |  |  |  |  |  |  |  |  |  |  |  |  |  |  |  |  |  |  |  |  |  |  |  |  |
|  |  |  |  | | | | | | |  |  |                                                                                             |                                                                                             |                                                                                             |                                                                                             |                                                                                             |                                                                                             |  |  | | | | | | |  |  | | | | | | |  |  |                                                   |                                                   |                                                                                          |                                                                                          |                                                                                          |                                                                                          |                                                                                          |                                                                                          |                                                           |                                                           |                                                           |                                                           |                                                      |                                                      |                                                                      |                                                                      |                                                                                      |                                                                                      |                                                                                      |                                                                                      |                                                                                      |                                                                                      |  |  |  |  |  |  |  |  |  |  |  |  |  |  |  |  |  |  |  |  |  |  |  |  |
|  |  |  |  | | | | | | |  |  |                                                                                             |                                                                                             |                                                                                             |                                                                                             |                                                                                             |                                                                                             |  |  | | | | | | |  |  | | | | | | |  |  |                                                   |                                                   |                                                                                          |                                                                                          |                                                                                          |                                                                                          |                                                                                          |                                                                                          |                                                           |                                                           |                                                           |                                                           |                                                      |                                                      |                                                                      |                                                                      |                                                                                      |                                                                                      |                                                                                      |                                                                                      |                                                                                      |                                                                                      |  |  |  |  |  |  |  |  |  |  |  |  |  |  |  |  |  |  |  |  |  |  |  |  |
|  |  |  |  | Ludvik I. Madžarski *1326 (1342-†1382) kralj Madžarske in Hrvaške od 1370 kralj Poljske                                              | Ludvik I. Madžarski *1326 (1342-†1382) kralj Madžarske in Hrvaške od 1370 kralj Poljske                                              | Ludvik I. Madžarski *1326 (1342-†1382) kralj Madžarske in Hrvaške od 1370 kralj Poljske                                              | Ludvik I. Madžarski *1326 (1342-†1382) kralj Madžarske in Hrvaške od 1370 kralj Poljske                                              | Ludvik I. Madžarski *1326 (1342-†1382) kralj Madžarske in Hrvaške od 1370 kralj Poljske                                              | Ludvik I. Madžarski *1326 (1342-†1382) kralj Madžarske in Hrvaške od 1370 kralj Poljske                                              |  |  | Andrej Madžarski *1327 †1345 umorjen                                                        | Andrej Madžarski *1327 †1345 umorjen                                                        | Andrej Madžarski *1327 †1345 umorjen                                                        | Andrej Madžarski *1327 †1345 umorjen                                                        | Andrej Madžarski *1327 †1345 umorjen                                                        | Andrej Madžarski *1327 †1345 umorjen                                                        |  |  | Ivana I. Neapeljska *1326 (1343-1380) †1382 zadavljena v ječi kraljica Neaplja                        | Ivana I. Neapeljska *1326 (1343-1380) †1382 zadavljena v ječi kraljica Neaplja                        | Ivana I. Neapeljska *1326 (1343-1380) †1382 zadavljena v ječi kraljica Neaplja                        | Ivana I. Neapeljska *1326 (1343-1380) †1382 zadavljena v ječi kraljica Neaplja                        | Ivana I. Neapeljska *1326 (1343-1380) †1382 zadavljena v ječi kraljica Neaplja                        | Ivana I. Neapeljska *1326 (1343-1380) †1382 zadavljena v ječi kraljica Neaplja                        |  |  | posinovljenec Ludvik I. Anžujski *1339 †1384 vojvoda Anžujski drugi sin Ivana II. Francoskega vnuk Filipa VI. Francoskega | posinovljenec Ludvik I. Anžujski *1339 †1384 vojvoda Anžujski drugi sin Ivana II. Francoskega vnuk Filipa VI. Francoskega | posinovljenec Ludvik I. Anžujski *1339 †1384 vojvoda Anžujski drugi sin Ivana II. Francoskega vnuk Filipa VI. Francoskega | posinovljenec Ludvik I. Anžujski *1339 †1384 vojvoda Anžujski drugi sin Ivana II. Francoskega vnuk Filipa VI. Francoskega | posinovljenec Ludvik I. Anžujski *1339 †1384 vojvoda Anžujski drugi sin Ivana II. Francoskega vnuk Filipa VI. Francoskega | posinovljenec Ludvik I. Anžujski *1339 †1384 vojvoda Anžujski drugi sin Ivana II. Francoskega vnuk Filipa VI. Francoskega |  |  | Marija Neapeljska *1328 †1366                     | Marija Neapeljska *1328 †1366                     | Marija Neapeljska *1328 †1366                                                            | Marija Neapeljska *1328 †1366                                                            | Marija Neapeljska *1328 †1366                                                            | Marija Neapeljska *1328 †1366                                                            |                                                                                          |                                                                                          | Margareta Draška *1347 †1412                              | Margareta Draška *1347 †1412                              | Margareta Draška *1347 †1412                              | Margareta Draška *1347 †1412                              | Margareta Draška *1347 †1412                         | Margareta Draška *1347 †1412                         |                                                                      |                                                                      | Karel III. Neapeljski *1345 (1380- †1386) umorjen kralj Neaplja 1386 kralj Madžarske | Karel III. Neapeljski *1345 (1380- †1386) umorjen kralj Neaplja 1386 kralj Madžarske | Karel III. Neapeljski *1345 (1380- †1386) umorjen kralj Neaplja 1386 kralj Madžarske | Karel III. Neapeljski *1345 (1380- †1386) umorjen kralj Neaplja 1386 kralj Madžarske | Karel III. Neapeljski *1345 (1380- †1386) umorjen kralj Neaplja 1386 kralj Madžarske | Karel III. Neapeljski *1345 (1380- †1386) umorjen kralj Neaplja 1386 kralj Madžarske |  |  |  |  |  |  |  |  |  |  |  |  |  |  |  |  |  |  |  |  |  |  |  |  |
|  |  |  |  | Ludvik I. Madžarski *1326 (1342-†1382) kralj Madžarske in Hrvaške od 1370 kralj Poljske                                              | Ludvik I. Madžarski *1326 (1342-†1382) kralj Madžarske in Hrvaške od 1370 kralj Poljske                                              | Ludvik I. Madžarski *1326 (1342-†1382) kralj Madžarske in Hrvaške od 1370 kralj Poljske                                              | Ludvik I. Madžarski *1326 (1342-†1382) kralj Madžarske in Hrvaške od 1370 kralj Poljske                                              | Ludvik I. Madžarski *1326 (1342-†1382) kralj Madžarske in Hrvaške od 1370 kralj Poljske                                              | Ludvik I. Madžarski *1326 (1342-†1382) kralj Madžarske in Hrvaške od 1370 kralj Poljske                                              |  |  | Andrej Madžarski *1327 †1345 umorjen                                                        | Andrej Madžarski *1327 †1345 umorjen                                                        | Andrej Madžarski *1327 †1345 umorjen                                                        | Andrej Madžarski *1327 †1345 umorjen                                                        | Andrej Madžarski *1327 †1345 umorjen                                                        | Andrej Madžarski *1327 †1345 umorjen                                                        |  |  | Ivana I. Neapeljska *1326 (1343-1380) †1382 zadavljena v ječi kraljica Neaplja                        | Ivana I. Neapeljska *1326 (1343-1380) †1382 zadavljena v ječi kraljica Neaplja                        | Ivana I. Neapeljska *1326 (1343-1380) †1382 zadavljena v ječi kraljica Neaplja                        | Ivana I. Neapeljska *1326 (1343-1380) †1382 zadavljena v ječi kraljica Neaplja                        | Ivana I. Neapeljska *1326 (1343-1380) †1382 zadavljena v ječi kraljica Neaplja                        | Ivana I. Neapeljska *1326 (1343-1380) †1382 zadavljena v ječi kraljica Neaplja                        |  |  | posinovljenec Ludvik I. Anžujski *1339 †1384 vojvoda Anžujski drugi sin Ivana II. Francoskega vnuk Filipa VI. Francoskega | posinovljenec Ludvik I. Anžujski *1339 †1384 vojvoda Anžujski drugi sin Ivana II. Francoskega vnuk Filipa VI. Francoskega | posinovljenec Ludvik I. Anžujski *1339 †1384 vojvoda Anžujski drugi sin Ivana II. Francoskega vnuk Filipa VI. Francoskega | posinovljenec Ludvik I. Anžujski *1339 †1384 vojvoda Anžujski drugi sin Ivana II. Francoskega vnuk Filipa VI. Francoskega | posinovljenec Ludvik I. Anžujski *1339 †1384 vojvoda Anžujski drugi sin Ivana II. Francoskega vnuk Filipa VI. Francoskega | posinovljenec Ludvik I. Anžujski *1339 †1384 vojvoda Anžujski drugi sin Ivana II. Francoskega vnuk Filipa VI. Francoskega |  |  | Marija Neapeljska *1328 †1366                     | Marija Neapeljska *1328 †1366                     | Marija Neapeljska *1328 †1366                                                            | Marija Neapeljska *1328 †1366                                                            | Marija Neapeljska *1328 †1366                                                            | Marija Neapeljska *1328 †1366                                                            |                                                                                          |                                                                                          | Margareta Draška *1347 †1412                              | Margareta Draška *1347 †1412                              | Margareta Draška *1347 †1412                              | Margareta Draška *1347 †1412                              | Margareta Draška *1347 †1412                         | Margareta Draška *1347 †1412                         |                                                                      |                                                                      | Karel III. Neapeljski *1345 (1380- †1386) umorjen kralj Neaplja 1386 kralj Madžarske | Karel III. Neapeljski *1345 (1380- †1386) umorjen kralj Neaplja 1386 kralj Madžarske | Karel III. Neapeljski *1345 (1380- †1386) umorjen kralj Neaplja 1386 kralj Madžarske | Karel III. Neapeljski *1345 (1380- †1386) umorjen kralj Neaplja 1386 kralj Madžarske | Karel III. Neapeljski *1345 (1380- †1386) umorjen kralj Neaplja 1386 kralj Madžarske | Karel III. Neapeljski *1345 (1380- †1386) umorjen kralj Neaplja 1386 kralj Madžarske |  |  |  |  |  |  |  |  |  |  |  |  |  |  |  |  |  |  |  |  |  |  |  |  |
|  |  |  |  | | | | | | |  |  |                                                                                             |                                                                                             |                                                                                             |                                                                                             |                                                                                             |                                                                                             |  |  | | | | | | |  |  | | | | | | |  |  |                                                   |                                                   |                                                                                          |                                                                                          |                                                                                          |                                                                                          |                                                                                          |                                                                                          |                                                           |                                                           |                                                           |                                                           |                                                      |                                                      |                                                                      |                                                                      |                                                                                      |                                                                                      |                                                                                      |                                                                                      |                                                                                      |                                                                                      |  |  |  |  |  |  |  |  |  |  |  |  |  |  |  |  |  |  |  |  |  |  |  |  |
|  |  |  |  | | | | | | |  |  |                                                                                             |                                                                                             |                                                                                             |                                                                                             |                                                                                             |                                                                                             |  |  | | | | | | |  |  | | | | | | |  |  |                                                   |                                                   |                                                                                          |                                                                                          |                                                                                          |                                                                                          |                                                                                          |                                                                                          |                                                           |                                                           |                                                           |                                                           |                                                      |                                                      |                                                                      |                                                                      |                                                                                      |                                                                                      |                                                                                      |                                                                                      |                                                                                      |                                                                                      |  |  |  |  |  |  |  |  |  |  |  |  |  |  |  |  |  |  |  |  |  |  |  |  |
|  |  |  |  | Marija Madžarska *1370 (1382-†1395) kraljica Madžarske, Hrvaške, Dalmacije ∞ Sigismund Luksemburški cesar Svetega rimskega cesarstva | Marija Madžarska *1370 (1382-†1395) kraljica Madžarske, Hrvaške, Dalmacije ∞ Sigismund Luksemburški cesar Svetega rimskega cesarstva | Marija Madžarska *1370 (1382-†1395) kraljica Madžarske, Hrvaške, Dalmacije ∞ Sigismund Luksemburški cesar Svetega rimskega cesarstva | Marija Madžarska *1370 (1382-†1395) kraljica Madžarske, Hrvaške, Dalmacije ∞ Sigismund Luksemburški cesar Svetega rimskega cesarstva | Marija Madžarska *1370 (1382-†1395) kraljica Madžarske, Hrvaške, Dalmacije ∞ Sigismund Luksemburški cesar Svetega rimskega cesarstva | Marija Madžarska *1370 (1382-†1395) kraljica Madžarske, Hrvaške, Dalmacije ∞ Sigismund Luksemburški cesar Svetega rimskega cesarstva |  |  | Hedvika Poljska *1371 (1382-†1400) kraljica Poljske ∞ Vladislav II. Jagelo nadvojvoda Litve | Hedvika Poljska *1371 (1382-†1400) kraljica Poljske ∞ Vladislav II. Jagelo nadvojvoda Litve | Hedvika Poljska *1371 (1382-†1400) kraljica Poljske ∞ Vladislav II. Jagelo nadvojvoda Litve | Hedvika Poljska *1371 (1382-†1400) kraljica Poljske ∞ Vladislav II. Jagelo nadvojvoda Litve | Hedvika Poljska *1371 (1382-†1400) kraljica Poljske ∞ Vladislav II. Jagelo nadvojvoda Litve | Hedvika Poljska *1371 (1382-†1400) kraljica Poljske ∞ Vladislav II. Jagelo nadvojvoda Litve |  |  | | | | | | |  |  | Ludvik II. Anžujski *1377 (1390-1399) †1417 kralj Neaplja                                                                 | Ludvik II. Anžujski *1377 (1390-1399) †1417 kralj Neaplja                                                                 | Ludvik II. Anžujski *1377 (1390-1399) †1417 kralj Neaplja                                                                 | Ludvik II. Anžujski *1377 (1390-1399) †1417 kralj Neaplja                                                                 | Ludvik II. Anžujski *1377 (1390-1399) †1417 kralj Neaplja                                                                 | Ludvik II. Anžujski *1377 (1390-1399) †1417 kralj Neaplja                                                                 |  |  |                                                   |                                                   |                                                                                          |                                                                                          |                                                                                          |                                                                                          | Ivana II. Neapeljska *1373 (1414- †1435) kraljica Neaplja                                | Ivana II. Neapeljska *1373 (1414- †1435) kraljica Neaplja                                | Ivana II. Neapeljska *1373 (1414- †1435) kraljica Neaplja | Ivana II. Neapeljska *1373 (1414- †1435) kraljica Neaplja | Ivana II. Neapeljska *1373 (1414- †1435) kraljica Neaplja | Ivana II. Neapeljska *1373 (1414- †1435) kraljica Neaplja |                                                      |                                                      | Ladislav I. Neapeljski *1376 (1386-1390 in 1399-†1414) kralj Neaplja | Ladislav I. Neapeljski *1376 (1386-1390 in 1399-†1414) kralj Neaplja | Ladislav I. Neapeljski *1376 (1386-1390 in 1399-†1414) kralj Neaplja                 | Ladislav I. Neapeljski *1376 (1386-1390 in 1399-†1414) kralj Neaplja                 | Ladislav I. Neapeljski *1376 (1386-1390 in 1399-†1414) kralj Neaplja                 | Ladislav I. Neapeljski *1376 (1386-1390 in 1399-†1414) kralj Neaplja                 |                                                                                      |                                                                                      |  |  |  |  |  |  |  |  |  |  |  |  |  |  |  |  |  |  |  |  |  |  |  |  |
|  |  |  |  | Marija Madžarska *1370 (1382-†1395) kraljica Madžarske, Hrvaške, Dalmacije ∞ Sigismund Luksemburški cesar Svetega rimskega cesarstva | Marija Madžarska *1370 (1382-†1395) kraljica Madžarske, Hrvaške, Dalmacije ∞ Sigismund Luksemburški cesar Svetega rimskega cesarstva | Marija Madžarska *1370 (1382-†1395) kraljica Madžarske, Hrvaške, Dalmacije ∞ Sigismund Luksemburški cesar Svetega rimskega cesarstva | Marija Madžarska *1370 (1382-†1395) kraljica Madžarske, Hrvaške, Dalmacije ∞ Sigismund Luksemburški cesar Svetega rimskega cesarstva | Marija Madžarska *1370 (1382-†1395) kraljica Madžarske, Hrvaške, Dalmacije ∞ Sigismund Luksemburški cesar Svetega rimskega cesarstva | Marija Madžarska *1370 (1382-†1395) kraljica Madžarske, Hrvaške, Dalmacije ∞ Sigismund Luksemburški cesar Svetega rimskega cesarstva |  |  | Hedvika Poljska *1371 (1382-†1400) kraljica Poljske ∞ Vladislav II. Jagelo nadvojvoda Litve | Hedvika Poljska *1371 (1382-†1400) kraljica Poljske ∞ Vladislav II. Jagelo nadvojvoda Litve | Hedvika Poljska *1371 (1382-†1400) kraljica Poljske ∞ Vladislav II. Jagelo nadvojvoda Litve | Hedvika Poljska *1371 (1382-†1400) kraljica Poljske ∞ Vladislav II. Jagelo nadvojvoda Litve | Hedvika Poljska *1371 (1382-†1400) kraljica Poljske ∞ Vladislav II. Jagelo nadvojvoda Litve | Hedvika Poljska *1371 (1382-†1400) kraljica Poljske ∞ Vladislav II. Jagelo nadvojvoda Litve |  |  | | | | | | |  |  | Ludvik II. Anžujski *1377 (1390-1399) †1417 kralj Neaplja                                                                 | Ludvik II. Anžujski *1377 (1390-1399) †1417 kralj Neaplja                                                                 | Ludvik II. Anžujski *1377 (1390-1399) †1417 kralj Neaplja                                                                 | Ludvik II. Anžujski *1377 (1390-1399) †1417 kralj Neaplja                                                                 | Ludvik II. Anžujski *1377 (1390-1399) †1417 kralj Neaplja                                                                 | Ludvik II. Anžujski *1377 (1390-1399) †1417 kralj Neaplja                                                                 |  |  |                                                   |                                                   |                                                                                          |                                                                                          |                                                                                          |                                                                                          | Ivana II. Neapeljska *1373 (1414- †1435) kraljica Neaplja                                | Ivana II. Neapeljska *1373 (1414- †1435) kraljica Neaplja                                | Ivana II. Neapeljska *1373 (1414- †1435) kraljica Neaplja | Ivana II. Neapeljska *1373 (1414- †1435) kraljica Neaplja | Ivana II. Neapeljska *1373 (1414- †1435) kraljica Neaplja | Ivana II. Neapeljska *1373 (1414- †1435) kraljica Neaplja |                                                      |                                                      | Ladislav I. Neapeljski *1376 (1386-1390 in 1399-†1414) kralj Neaplja | Ladislav I. Neapeljski *1376 (1386-1390 in 1399-†1414) kralj Neaplja | Ladislav I. Neapeljski *1376 (1386-1390 in 1399-†1414) kralj Neaplja                 | Ladislav I. Neapeljski *1376 (1386-1390 in 1399-†1414) kralj Neaplja                 | Ladislav I. Neapeljski *1376 (1386-1390 in 1399-†1414) kralj Neaplja                 | Ladislav I. Neapeljski *1376 (1386-1390 in 1399-†1414) kralj Neaplja                 |                                                                                      |                                                                                      |  |  |  |  |  |  |  |  |  |  |  |  |  |  |  |  |  |  |  |  |  |  |  |  |
|  |  |  |  | | | | | | |  |  |                                                                                             |                                                                                             |                                                                                             |                                                                                             |                                                                                             |                                                                                             |  |  | | | | | | |  |  | | | | | | |  |  |                                                   |                                                   |                                                                                          |                                                                                          |                                                                                          |                                                                                          |                                                                                          |                                                                                          |                                                           |                                                           |                                                           |                                                           |                                                      |                                                      |                                                                      |                                                                      |                                                                                      |                                                                                      |                                                                                      |                                                                                      |                                                                                      |                                                                                      |  |  |  |  |  |  |  |  |  |  |  |  |  |  |  |  |  |  |  |  |  |  |  |  |
|  |  |  |  | | | | | | |  |  |                                                                                             |                                                                                             |                                                                                             |                                                                                             |                                                                                             |                                                                                             |  |  | | | | | | |  |  | | | | | | |  |  |                                                   |                                                   |                                                                                          |                                                                                          |                                                                                          |                                                                                          |                                                                                          |                                                                                          |                                                           |                                                           |                                                           |                                                           |                                                      |                                                      |                                                                      |                                                                      |                                                                                      |                                                                                      |                                                                                      |                                                                                      |                                                                                      |                                                                                      |  |  |  |  |  |  |  |  |  |  |  |  |  |  |  |  |  |  |  |  |  |  |  |  |
|  |  |  |  | | | | | | |  |  |                                                                                             |                                                                                             |                                                                                             |                                                                                             |                                                                                             |                                                                                             |  |  | | | | | | |  |  | | | | | | |  |  |                                                   |                                                   |                                                                                          |                                                                                          |                                                                                          |                                                                                          |                                                                                          |                                                                                          |                                                           |                                                           |                                                           |                                                           |                                                      |                                                      |                                                                      |                                                                      |                                                                                      |                                                                                      |                                                                                      |                                                                                      |                                                                                      |                                                                                      |  |  |  |  |  |  |  |  |  |  |  |  |  |  |  |  |  |  |  |  |  |  |  |  |
|  |  |  |  | | | | | | |  |  |                                                                                             |                                                                                             |                                                                                             |                                                                                             |                                                                                             |                                                                                             |  |  | | | | | | |  |  | posinovljenec Ludvik III. Anžujski *1403 †1434 vojvoda Anžujski                                                           | posinovljenec Ludvik III. Anžujski *1403 †1434 vojvoda Anžujski                                                           | posinovljenec Ludvik III. Anžujski *1403 †1434 vojvoda Anžujski                                                           | posinovljenec Ludvik III. Anžujski *1403 †1434 vojvoda Anžujski                                                           | posinovljenec Ludvik III. Anžujski *1403 †1434 vojvoda Anžujski                                                           | posinovljenec Ludvik III. Anžujski *1403 †1434 vojvoda Anžujski                                                           |  |  | Rene Anžujski *1408 (1435-1442)†1480 kralj Neapla | Rene Anžujski *1408 (1435-1442)†1480 kralj Neapla | Rene Anžujski *1408 (1435-1442)†1480 kralj Neapla                                        | Rene Anžujski *1408 (1435-1442)†1480 kralj Neapla                                        | Rene Anžujski *1408 (1435-1442)†1480 kralj Neapla                                        | Rene Anžujski *1408 (1435-1442)†1480 kralj Neapla                                        |                                                                                          |                                                                                          |                                                           |                                                           |                                                           |                                                           |                                                      |                                                      |                                                                      |                                                                      |                                                                                      |                                                                                      |                                                                                      |                                                                                      |                                                                                      |                                                                                      |  |  |  |  |  |  |  |  |  |  |  |  |  |  |  |  |  |  |  |  |  |  |  |  |